# Femke Boersma
Femke Boersma (Amsterdam, 11 december 1935) is een Nederlands actrice ook gekend onder de artiestennaam Femke Talma.

## Loopbaan
Zij maakte deel uit van diverse toneelgezelschappen en speelde in de jaren 60, 70 en 80 van de 20e eeuw ook in films en tv-dramaseries. In de jaren daarna was zij lid en vicevoorzitter van de Raad voor de Kunst en de opvolger daarvan, de Raad voor Cultuur. 

## Privéleven
Boersma was van 1959 tot 1963 getrouwd met psycholoog Rob Greiner en van 1964 tot 1975 met acteur en regisseur Henk Rigters (1915–2001). Van 1988 tot zijn overlijden in 2025 was ze getrouwd met politicus Frits Bolkestein (1933–2025). Ze heeft een dochter uit haar eerste huwelijk.

## Rollen
- Het wonderlijke leven van Willem Parel - Angele (1955)
- Vuile Handen - Jessica (1960)
- Zesde Etage - Madeleine (1961)
- Geld te geef - Patricia Elliot (1963)
- Les Enquêtes du commissaire Maigret (aflevering Un crime en Hollande ) - Lisbeth Popinga (1976)
- MS Franziska (tv-serie) - Aavje Wilde (1977)
- Pastorale 1943 - Mevrouw Poerstamper (1978)
- Nacht zonder zegen - schoonzuster (1978)[3]
- Ons goed recht - Trees Bakker (1979)
- Een vlucht regenwulpen - Verpleegster (1981)
- De Ratelrat - Mem Scherjoen (1987)
- Medisch Centrum West - Jacqueline Breeveld (1989)

- International Standard Name Identifier: 0000 0003 8764 7220
- Virtual International Authority File: 280683103
- WorldCat: E39PBJc3DgjKVCX3q4cYBdxdQq